# 红亚鲁加区
红亚鲁加区（俄语：Краснояружский район）是俄罗斯联邦别尔哥罗德州下辖的一个区，其行政中心为红亚鲁加。据2016年统计，该区的人口为14740人。